# Episodi di The Lion Guard (prima stagione)
La prima stagione della serie televisiva The Lion Guard  , serie midquel del film Disney Il re leone II - Il regno di Simba, è stata trasmessa negli USA a partire dal 15 gennaio 2016 sul canale Disney Junior, dopo l'esordio dello speciale pilota della durata di 45 minuti il 22 novembre 2015.
In Italia i primi 8 episodi sono andati in onda dal 6 aprile al 25 maggio del 2016, ogni mercoledì alle 17:00.
Ford Riley fu incaricato di inventare una nuova serie TV per la Disney. Quando venne a sapere di come volessero espandere Il re leone in seguito a una riedizione riuscita del film in 3-D nelle sale e in Blu-ray, gli venne l'idea di The Lion Guard. Dato che la Disney gli aveva specificamente detto che avrebbe dovuto avere un fascino universale, ma che doveva essere un po' più inclinato verso i ragazzi, ha avuto l'idea di The Lion Guard mentre cercava l'ispirazione per i giochi di suo figlio.
| nº | Titolo originale                   | Titolo italiano                         | Prima TV USA      | Prima TV Italia  |
| -- | ---------------------------------- | --------------------------------------- | ----------------- | ---------------- |
| 0  | The Lion Guard: Return of the Roar | The Lion Guard - Il ritorno del ruggito | 22 novembre 2015  | 11 marzo 2016    |
| 1  | The Rise of Makuu                  | L'ascesa di Makuu                       | 15 gennaio 2016   | 6 aprile 2016    |
| 2  | Never Judge a Hyena by Its Spots   | Mai giudicare una iena dalle macchie    | 15 gennaio 2016   | 20 aprile 2016   |
| 3  | Banga the Wise                     | Banga il saggio                         | 22 gennaio 2016   | 13 aprile 2016   |
| 4  | Can't Wait to be Queen             | Kiara regina supplente                  | 29 gennaio 2016   | 27 aprile 2016   |
| 5  | Eye of the Beholder                | L'occhio di Ono                         | 5 febbraio 2016   | 4 maggio 2016    |
| 6  | The Kupatana Celebration           | La festa del Kupatana                   | 12 febbraio 2016  | 11 maggio 2016   |
| 7  | Fuli's New Family                  | La nuova famiglia di Fuli               | 19 febbraio 2016  | 18 maggio 2016   |
| 8  | The Search for Utamu               | Cercando Utamu                          | 26 febbraio 2016  | 25 maggio 2016   |
| 9  | Follow That Hippo!                 | Seguite l'ippopotamo                    | 18 marzo 2016     | 31 maggio 2016   |
| 10 | The Call of the Drongo             | Il richiamo del drongo                  | 25 marzo 2016     | 6 giugno 2016    |
| 11 | Paintings and Predictions          | Pitture e predizioni                    | 1º aprile 2016    | 12 giugno 2016   |
| 12 | The Mbali Fields Migration         | Verso nuovi pascoli                     | 22 aprile 2016    | 18 giugno 2016   |
| 13 | Bunga and the King                 | Banga e il re                           | 29 aprile 2016    | 24 giugno 2016   |
| 14 | The Imaginary Okapi                | L'okapi immaginario                     | 10 luglio 2016    | 11 febbraio 2017 |
| 15 | Too Many Termites                  | Troppe termiti                          | 15 luglio 2016    | 12 febbraio 2017 |
| 16 | The Trouble with Galagos           | Il problema con i galagoni              | 5 agosto 2016     | 13 febbraio 2017 |
| 17 | Janja's New Crew                   | La nuova squadra di Janja               | 26 agosto 2016    | 14 febbraio 2017 |
| 18 | Baboons!                           | Babbuini!                               | 23 settembre 2016 | 15 febbraio 2017 |
| 19 | Beware the Zimwi!                  | Chi ha paura dello Zimwi?               | 14 ottobre 2016   | 16 febbraio 2017 |
| 20 | Lions of the Outlands              | I leoni delle Terre di Nessuno          | 11 novembre 2016  | 17 febbraio 2017 |
| 21 | Never Roar Again                   | Il ruggito della discordia              | 19 novembre 2016  | 18 febbraio 2017 |
| 22 | The Lost Gorillas                  | I gorilla smarriti                      | 2 dicembre 2016   | 14 maggio 2017   |
| 23 | The Trail to Udugu                 | La via per Udugu                        | 6 gennaio 2017    | 15 maggio 2017   |
| 24 | Ono's Idol                         | L'idolo di Ono                          | 24 febbraio 2017  | 16 maggio 2017   |
| 25 | Beshte and the Hippo Lanes         | Beshte e le vie degli ippopotami        | 17 marzo 2017     | 17 maggio 2017   |
| 26 | Ono the Tickbird                   | L'uccello guardiano                     | 21 aprile 2017    | 18 maggio 2017   |

## The Lion Guard - Il ritorno del ruggito
Prima parte
Mentre Simba spiega a Kiara, come all'inizio di Il re leone II - Il regno di Simba, l'importanza di diventare regina, Kion, figlio minore di Simba e Nala, gioca con l'amico tasso del miele Banga. Approdati nelle Terre di Nessuno, un territorio diverso dalle terre del branco in cui non ci sono piante ed è tutto roccioso ed e una rete di canyon e spuntoni di roccia con scheletri sparsi da pertutto e un'enorme fossa, per recuperare un frutto con cui giocavano, Bunga viene catturato da Cheezi e Changu, gli alleati di Janja, una iena maschile a capo del suo clan, ovvero i figli di Banzai ed Ed (de Il re leone che avevano attaccato Simba e Nala con Shenzi, madre di Janja) in fatti cheezi e chungu hanno ereditato la stupidità dei loro padri Banzai e Ed, Cheezi ha la lingua fuori come suo padre Ed, Janja è l'unico del suo gruppo a essere intelligente come sua madre Shenzi e lui e il resto del clan hanno ereditato l'enorme fame dei loro predecessori. Kion, infuriato con loro, fa un potente ruggito e le iene e Bunga, mentre osservano dei leoni in cielo, sono sbalorditi. I sovrani e Rafiki sentono tutto e Simba e il Mjuzi reale accompagnano Kion e Bunga in una grotta segreta dove si riunivano i membri della Guardia del Leone, i protettori del Cerchio della Vita, formata dai leoni più fieri, veloci, coraggiosi, forti e dalla vista acuta. La vecchia Guardia era capeggiata da Scar, che come Kion aveva il Ruggito degli Antenati, ma lui lo usava in modo malvagio, ponendo fine alla Guardia perché non lo hanno aiutato a usurpare il trono e uccidere Mufasa. Ma il suo ruggito svanì, perché usato in modo sbagliato. Simba chiede a Kion di essere il nuovo capo e lui inizia con Bunga, perché è l'animale più coraggioso che conosce, anche se non è un leone. I due lo dicono a Timon, Pumbaa, Kiara e le due amiche Tiifu e Zuri, ma Timon e Pumbaa credono che sia pericoloso.
Canzone: "Zuka Zama" cantata da Bunga
Seconda parte
La tana di Janja e del suo clan è un vulcano al centro delle terre di nessuno e l'area intorno ad esso ricorda quella dei loro predecessori. Qui Cheezi e Changu dicono a Janja della potenza del ruggito di Kion, mentre Mzingo e Janja parlano della nuova Guardia del Leone e che la vecchia fu distrutta. Janja teme che la Guardia del Leone intralci i loro piani e quindi vogliono attaccarla prima che venga completamente unita, alleandosi con gli avvoltoi, cosicché possano mangiarsi tutti i branchi. Kion e Bunga nel frattempo reclutano Ono, dalla vista acuta, Beshte, il più forte, e Fuli, la più veloce, come nuovi membri della Guardia del Leone. Quando Kion deve ruggire squittia soltanto, mettendosi in ridicolo a tutti tranne Bunga, e Simba sgrida Kion, dicendogli che solo i leoni possono fare parte della Guardia, ma Kion è triste per questo. Intanto Kiara e Tiifu vanno a caccia, ma intravedono Mzingo e le iene. Kion, mentre canta, scopre di poter parlare con il nonno Mufasa, che gli dà fiducia e il leoncino riceve definitivamente il marchio della Guardia del Leone sulla spalla. La Guardia decide di dimostrare alle Terre del Branco di che pasta sono fatti, e tutti ricevono il marchio, fermando le iene e Mzingo e salvando molte gazzelle. Janja deve ritirarsi con le sue iene e Simba, Nala e Rafiki sono fieri della nuova Guardia del Leone, riuscendo anche a salvare Kiara dalle gazzelle che corrono. Kion così dà un'ultima lezione alle iene, usando il Ruggito degli Antenati che spazza via le iene, sotto gli occhi felici del resto della Guardia e della famiglia reale.
Canzone: "Nessuno è il nostro re" cantata da Janja, Cheezi, Changu e altre iene.

## L'ascesa di Makuu
Quando un giovane ed emergente coccodrillo di nome Makuu vince un duello a Mashindano contro Pua e diventa il nuovo capo dei coccodrilli, invade il territorio degli ippopotami, il caos si scatena nelle Terre del Branco costringendo ogni branco a spostarsi nel territorio di un altro. Kion è indeciso tra il combattere o l’arrendersi, e lotta per trovare una via di mezzo per mantenere la sua posizione per risolvere la situazione. Nel frattempo, Ono cerca di trovare un modo per liberare Banga dal suo cattivo odore, in modo che possa nuovamente avere un buon odore.

## Mai giudicare una iena dalle macchie
Quando Kion finisce accidentalmente nelle Terre di Nessuno incontra Jasiri, un’amichevole femmina di iena che lo guida al Piatto del Crinale per riunirsi con il resto della Guardia del Leone. Mentre Kion e Jasiri si recano al Piatto del Crinale cercano di sconfiggere il branco di Janja, nel frattempo il resto della Guardia del Leone lotta per trovare le indicazioni per il Piatto del Crinale poiché non sanno come arrivarci.

## Banga il saggio
A causa di un malinteso con Rafiki sulla saggezza dei tassi del miele, dopo che Banga evita un’inondazione con una soluzione veloce, gli animali delle Terre del Branco cominciano a pensare che Banga sia l’animale più saggio che ci sia, ma quando i suoi consigli iniziano a causare più danni che benefici, Kion e gli altri devono trovare un modo per fermare Banga prima che sia troppo tardi.

## Kiara regina supplente
Simba lascia Kiara a capo delle Terre del Branco mentre va a salutare un vecchio amico, l’elefante Aminifu che è morto. Così Kiara, ora regina temporanea, nomina le sue amiche Tiifu e Zuri come consigliere, ma fa delle scelte discutibili secondo Kion, come usare Ono come suo maggiordomo senza prima chiedergli il permesso, poiché aveva notato che Ono era assente al momento della pattuglia mattutina. Quando le eland giganti iniziano una migrazione, Kiara ordina alla Guardia del Leone di dirottarle lontano da delle api, e Kion, discutendone con gli amici, trova l'idea sciocca, così decidono invece di attirare su di sé le api, ma va tutto storto quando finiscono per scontrarsi con le antilopi. Dopo aver appreso del funerale di Aminifu, Mzingo va ad informare Janja; e la iena decide di approfittare dell’inesperienza di Kiara e arriva con un piano per conquistare le Terre del Branco, mentendole dicendo di voler fare un trattato di pace. Quando Kion lo scopre, sgrida Kiara per aver creduto ai cattivi, ma lei non lo ascolta, confondendo le sue preoccupazioni per gelosia, così litiga col fratello, che perde la pazienza e se ne va, dicendole che se dice sul serio, deve risolvere da sola la questione. Lo spirito di Mufasa parla col nipote per sapere cosa lo tormenta, e quando Kion spiega che Kiara è ignara di essersi messa nei guai, il nonno gli dice che Kiara, come sua sorella maggiore e regina temporanea, ha bisogno del suo sostegno, soprattutto se è in errore. Kion scopre che Kiara era già andata a incontrare Janja, e, come previsto, si trova nei guai, ma il leoncino, con l'aiuto della Guardia del Leone sconfigge la iena e si riconcilia con la sorella.

## L'occhio di Ono
Mentre aiuta la Guardia del Leone a scacciare il clan di Janja dopo il suo tentativo d’attacco a una mandria di gnu, Ono perde temporaneamente la vista nell’occhio sinistro quando gli entra della polvere. Janja sente le notizie da Mzingo e gli altri avvoltoi, e approfitta della situazione di Ono per intrappolare la Guardia in una gola con l’aiuto di Chungu e Cheezi. Nel frattempo, Rafiki lavora sui suoi dipinti nella Tana della Guardia del Leone.

## La festa del Kupatana
Durante la celebre festa del Kupatana nelle Terre del Branco, Kion e i suoi amici salvano un cucciolo di sciacallo da Janja e dal suo clan, ma scoprono presto che il cucciolo di sciacallo ha portato con sé il resto della sua famiglia; la quale capofamiglia, Reirei, cerca di rovinare l’importante celebrazione.

## La nuova famiglia di Fuli
La Guardia presume che Fuli, dal momento che trascorre in solitudine molto del proprio tempo, si senta sola. Per rimediare, cominciano a coinvolgerla in vari modi durante il tempo libero. Nel frattempo, Banga pensa che siccome è immune al morso di serpente sia immune a tutto, quindi va nelle Terre di Nessuno, dove Janja e il suo clan hanno in programma di averlo per cena.
Canzone: "Sono immune" cantata da Banga

## Cercando Utamu
Banga, Kion, Ono e Beshte cercano le larve Utamu. Sulla strada, Banga racconta ai suoi amici la storia di come ha incontrato Timon e Pumbaa. Nel frattempo, Fuli si mette in missione da sola, risolvendo un mucchio di problemi che la portano allo sfinimento, a tal punto che non riesce nemmeno a difendersi da un attacco dello stormo di avvoltoi di Mzingo.

## Seguite l'ippopotamo
Un giovane elefantino di nome Mtoto è un grande fan di Beshte e presto lo vede in azione quando entrambi vengono attaccati da Janja, Cheezi e Chungu.

## Il richiamo del drongo
Tamaa, un uccello drongo birbantello, imita alla perfezione le voci dei predatori per spaventare gli animali più piccoli: infatti spaventa un gerboa imitando Makuu, una lepre imitando Reirei e munghus imitando Janja. La Guardia del Leone deve allora imparare a riconoscere i falsi allarmi dai veri allarmi. Ma presto il drongo si trova costretto dal clan di Janja ad aiutarli a intrappolare una mandria di impala nelle Terre di Nessuno.

## Pitture e predizioni
Banga ama vedere Rafiki che con un tocco del suo magico bastone anima le pitture sulle pareti della Tana. Ed è convinto che quelle pitture predicano il futuro. Così quando le pitture mostrano Kion cadere da un albero, il tasso del miele e la Guardia cercano disperatamente di impedire al leoncino di arrampicarsi sugli alberi per tenerlo al sicuro. Nel frattempo, Janja, Cheezi e Chungu pianificano un attacco a una mandria di zebre.

## Verso nuovi pascoli
Muhimu, il capo di un gruppo di zebre, litiga con la sua amica Swala, il capo delle gazzelle per l'erba a causa della mancanza di pascoli. Simba dà a Kion e la Guardia del Leone il compito di guidare la migrazione verso le lontane praterie Mbali, situate al confine. La Guardia deve però dirottare per le Terre di Nessuno dopo che Muhimu, per la fretta, dà inizio a una corsa precipitosa nella gola, causando una frana che blocca il percorso, così le mandrie, che stanno perdendo la pazienza, criticano le decisioni di Kion per aver dovuto cambiare direzione. Scoppia un temporale, ma tutti vengono messi in salvo. Finita l'inondazione, le mandrie accusano Kion di essere un pessimo capo e gli danno la colpa di averle messo in pericolo perché erano passati per un avvallamento durante il temporale, facendo perdere al cucciolo la sua autostima. Triste e scoraggiato, Kion si allontana e ha una conversazione con il nonno Mufasa, che lo incoraggia ad avere fiducia in sé stesso e non farsi contagiare dalla mancanza di fiducia degli altri. Nonostante le mandrie non si fidino ancora del giovane leader, Muhimu dice che non è colpa sua per il ritardo e si prende la colpa della corsa precipitosa, ribadendo la sua fiducia in lui. Le mandrie si ritrovano attaccate da Janja e il suo clan, ma la situazione si complica perché Muhimu è incinta. Kion, Banga e alcune zebre restano ad assistere Muhimu durante il parto, dal quale nasce un maschietto, Hamu, che contribuisce alla sconfitta di Janja e i suoi compagni. Kion e la Guardia del Leone riescono a portare i branchi alle praterie Mbali.

## Banga e il re
Mentre si sta recando al concerto degli elefanti, Simba precipita in una voragine che si apre all’improvviso. La Guardia del Leone accorre immediatamente per liberarlo e Banga, con la sua solita esuberanza, finisce nella profonda buca, rimanendo intrappolato con il re. Dopo una discussione, i due si separano, ma si ricontrano e si riconciliano cantando Hakuna Matata, scoprendo che, essendo entrambi cresciuti con Timon e Pumbaa, sono fratelli adottivi. Alla fine arrivano tutti al concerto degli eleganti dopo che i due sono usciti e Simba dedica insieme alla sua famiglia " Hakuna Matata " agli elefanti.
Canzone: "Hakuna Matata" cantata la prima volta da Simba e Banga, la seconda da Simba, Nala, Kiara, la Guardia del Leone e gli elefanti

## L'okapi immaginario
Beshte fa amicizia con un timido okapi di nome Ajabu che è andato nelle Terre del Branco per scappare da Makucha il leopardo, ma gli altri membri della Guardia del Leone pensano che Ajabu sia immaginario a causa della sua tendenza a nascondersi dagli altri. Tuttavia, quando Makucha si presenta nelle Terre del Branco, la Guardia si rende conto che il nuovo amico di Beshte è reale.

## Troppe termiti
La Guardia del Leone caccia casualmente un branco di proteli delle Terre del Branco, supponendo che sia il clan di Janja, il che porta a un’enorme infestazione di termiti. La Guardia del Leone si rende presto conto del loro errore e si reca nelle Terre di Nessuno per riportare i proteli nelle Terre del Branco. Tuttavia, anche Reirei e Goigoi hanno i loro occhi puntati sui proteli.

## Il problema con i galagoni
Grazie ai galagoni, la Guardia del Leone scopre che un leopardo chiamato Badili si è trasferito nel loro territorio. E scopre anche che è stato costretto perché scacciato da un altro leopardo: Mapigano, che si è impossessato del suo albero nella giungla Mirihi. La Guardia sprona allora Badili a ribellarsi e riprendere ciò che è suo.

## La nuova squadra di Janja
Janja “licenzia” i suoi fedelissimi Cheezi e Chungu e li sostituisce con Nee e Tano, due nuove iene. Mentre la Guardia del Leone fa in modo che le Terre del Branco siano al sicuro dopo un grande temporale, trovano Cheezi e Chungu e li lasciano con riluttanza. Nel frattempo, Nee e Tano pianificano un attacco a un branco di orici, ma nonostante Janja sia il capo loro lo trattano come lui ha fatto con Cheezi e Changu.

## Babbuini!
La Guardia del Leone salva un cucciolo di babbuino e Fuli ha il compito di riportarlo a sua madre evitando lo stormo di avvoltoi di Mzingo sulla strada. Nel frattempo, Kiara, Tiifu e Zuri rimangono intrappolate su un isolotto dopo un’alluvione. La Guardia del Leone le aiuta a salvarsi in tempo perché Kiara vada a trovare la mandria di bufali di Vuruga Vuruga.

## Chi ha paura dello Zimwi?
Rafiki racconta alla Guardia del Leone e a un gruppetto di giovani animali una storia su una terrificante bestia chiamata Zimwi. Kion non crede che una tale creatura esista, ma quando Mtoto e i suoi amici sostengono di averlo visto, la Guardia cerca di scoprire la verità. Presto, anche Kion deve ammettere che lo Zimwi potrebbe realmente esistere.
Canzone: "Lo Zimwi" cantata da Rafiki

## I leoni delle Terre di Nessuno
Jasiri si presenta a Kion per chiedergli aiuto: un gruppo di leoni si è impossessato della pozza dell’acqua nelle Terre di Nessuno impedendo agli altri animali di abbeverarsi. Quando va in aiuto, Kion incontra i leoni Rinnegati - 4 leonesse, Nuka, Vitani e Kovu - e il loro capo Zira, madre degli ultimi tre. Essi sono fedeli al crudele Scar e Zira cerca di convincere Kion a unirsi a lei per prendere il controllo delle Terre del Branco.

## Il ruggito della discordia
Kion usa il Ruggito degli Antenati con rabbia quando il clan di Janja attacca sua madre Nala. Di conseguenza, Kion perde il controllo del ruggito e il suo potere quasi uccide la madre. Sconvolto per aver quasi ferito Nala, Kion pensa che non dovrebbe mai più usare il ruggito, usando invece soluzioni alternative in due missioni di salvataggio. Nel frattempo, Ono si sente impacciato dopo che il ruggito gli ha fatto cadere le piume della testa. Ascoltando i piani di Kion di non usare mai più il ruggito, Makuu e il suo branco di coccodrilli approfittano dell’opportunità e prendono il controllo della pozza dell'acqua, prendendo Nala ostaggio. Kion va a parlare con lo spirito del nonno Mufasa e gli spiega che è successo, così come le sue preoccupazioni di diventare come Scar. Per consolare il nipote, Mufasa gli suggerisce di parlare con sua madre e gli ricorda di una differenza tra lui e Scar: a quest'ultimo, a differenza di Kion, importava solo di se stesso, e il suo odio e la sua rabbia venivano alimentate dal suo egoismo.  Kion, dopo essere quasi ceduto alla rabbia per due volte e dopo un consiglio della madre di avere fiducia in sé stesso, riesce a controllare il Ruggito degli Antenati in onde soniche individuali per sconfiggere Makuu.
Canzone: "Vai a testa alta" cantata da Banga, Fuli e Breshte

## I gorilla smarriti
La Guardia del Leone incontra due gorilla, Majinuni e Hafifu, che affermano di avere un messaggio per Simba da parte del padre il re Sokwe delle montagne Theluji. Ma una volta condotti alla presenza del re leone i due si dimenticano ciò che dovevano riferire. Simba spiega a Kion che ogni stagione Umida, Sokwe dà a Simba un messaggio per fargli sapere se il loro trattato di pace è ancora valido. La Guardia ritorna alle montagne per ottenere il messaggio con i fratelli gorilla, che sono riluttanti ad affrontare il loro padre. Sulla strada, la Guardia del Leone scopre per la prima volta la neve.

## La via per Udugu
Nala porta Kiara e Kion in un viaggio speciale per trovare Udugu. Con Kion via, Simba guida la Guardia del Leone per aiutare sia il branco di struzzi di Mbuni che la mandria di gazzelle di Swala. Quando Simba ordina alla Guardia di seguire un suo comando, peggiorano solo le cose. Nel frattempo, Nala scompare e Kion e Kiara devono lavorare insieme per trovare Udugu. Successivamente, Nala rivela che Udugu non un luogo ma una parola che significa “parentela” o il legame tra fratelli. Simba impara a dare fiducia alla Guardia del Leone.

## L'idolo di Ono
Quando l’aquila leggendaria Hadithi arriva nelle Terre del Branco, Ono scopre che il suo eroe non è quello che sembra quando scopre che tutte le avventure narrate erano solo frutto della fantasia. Mentre la Guardia del Leone cerca l’albero più alto delle Terre del Branco, Ono persuade Hadithi ad avere un’avventura con lui quando Janja, Cheezi e Chungu attaccano un gruppo di saltarupi per averli per cena.

## Beshte e le vie degli ippopotami
Quando Basi viene ferito da un giovane rinoceronte attaccato del branco di Makuu mentre crea le vie degli ippopotami dopo un grande temporale, Beshte deve prendere il posto del padre e continuare il lavoro. Nel frattempo, Kion e gli altri conducono un branco di antilopi verso un nuovo pascolo. Intanto, Makuu e il suo branco ritornano e cercano di divorare Basi in modo che non ci siano più vie per gli ippopotami.

## L'uccello guardiano
Mwenzi è una bufaga, cioè un uccello che vive con Kifaru il rinoceronte bianco, nutrendosi delle zecche che lo tormentano. Inoltre Mwenzi è un vero sostegno per Kifaru, particolarmente miope, che senza di lui va a sbattere per ogni dove. Purtroppo i due litigano e si salutano per sempre. Poco dopo la Guardia del Leone rintraccia la bufaga e il rinoceronte bianco e li convincono a risolvere le loro divergenze. Dopo uno scontro in un lago, Kifaru e Mwenzi devono mettere da parte le loro differenze per aiutare la Guardia del Leone a combattere il branco di Makuu.